# 下郷久道
下郷 久道（しもごう ひさみち、1843年1月7日（天保13年12月7日） - 1898年（明治31年）5月19日）は、明治時代の政治家。実業家。貴族院多額納税者議員。

## 経歴
近江国坂田郡長浜（現・滋賀県長浜市）出身。1876年（明治9年）以降、南新町副戸長、同戸長、長浜町会議員のほか、大阪製紙抄造場、近江製糸所などを経営した。
1890年（明治23年）滋賀県多額納税者として貴族院議員に互選され、同年9月29日から1897年（明治30年）9月28日まで務めた。

## 伝記
- 福並定雄『下郷久道翁伝』下郷共済会、1944年。